# مقاطعة مارشال (إنديانا)
مقاطعة مارشال (بالإنجليزية: Marshall County, Indiana)‏ هي إحدى مقاطعات ولاية إنديانا في الولايات المتحدة. تأسست سنة 1836، بلغ عدد سكانها 47051 نسمة في عام 2010 حسب إحصاء مكتب تعداد الولايات المتحدة وتصل الكثافة السكانية فيها 40.88 نسمة/كم2.

## أعلام
- روبرت أ. جرانت

## وصلات خارجية
- www.co.marshall.in.us
- United States Counties